# Албешти (Арђеш)
Албешти (рум. Albeşti) насеље је у Румунији у округу Арђеш. Oпштина се налази на надморској висини од 694 m.

## Становништво
Према подацима из 2002. године у насељу је живело 1216 становника, од којих су сви румунске националности.